# Боровое (Скопинский район)
Боровое — село в Скопинском районе Рязанской области России, входит в состав Шелемишевского сельского поселения.

## География
Село расположено в юго-западной части региона, в лесостепной зоне, в пределах Среднерусской возвышенности, на левом берегу Ранова в 4 км на юг от центра поселения села Шелемишево и в 34 км на юго-восток от райцентра города Скопин.

### Климат
Климат характеризуется как умеренно континентальный, с тёплым летом и умеренно холодной снежной зимой. Среднегодовая температура воздуха — 4,4 °C. Средняя температура воздуха самого холодного месяца (января) — −10,5 °C (абсолютный минимум — −41 °C); самого тёплого месяца (июля) — 20 °C (абсолютный максимум — 39 °C). Безморозный период длится около 140—145 дней. Среднегодовое количество осадков — 520—580 мм, из которых большая часть выпадает в период с апреля по октябрь. Снежный покров держится в течение 130 дней.

## История
Боровое в качестве села упоминается в окладных книгах 1676 года, где при находившейся в том селе Богородицерождественской церкви показано 2 двора поповых, двор дьячков и пономарский. В известиях о количестве церквей в Рязанской епархии за 1734 год в селе показано только 22 приходских двора. Вместо деревянной церкви в 1805 году началось строительство каменной Богородицерождественской церкви с приделами Тихвинским и Никольским, церковь освящена была в 1809 году. Её строителями были Василий Иванович и Марья Ивановна Усовы. Колокольня построена была в 1873 году Варварой Петровной Усовой, к тому же времени относится и устройство каменной ограды вокруг церкви.
В XIX — начале XX века село было центром Боровской волости Скопинского уезда Рязанской губернии. В 1906 году в селе было 79 дворов.
С 1929 года село являлось центром Боровского сельсовета Ряжского района Рязанского округа Московской области, с 1935 года — в составе Желтухинского района, с 1937 года — в составе Рязанской области, с 1956 года — в составе Скопинского района, с 2005 года — в составе Шелемишевского сельского поселения.

## Население
| 1859 | 1906 | 2010 |
| ---- | ---- | ---- |
| 130  | ↗500 | ↘9   |